# Freqüència intermèdia

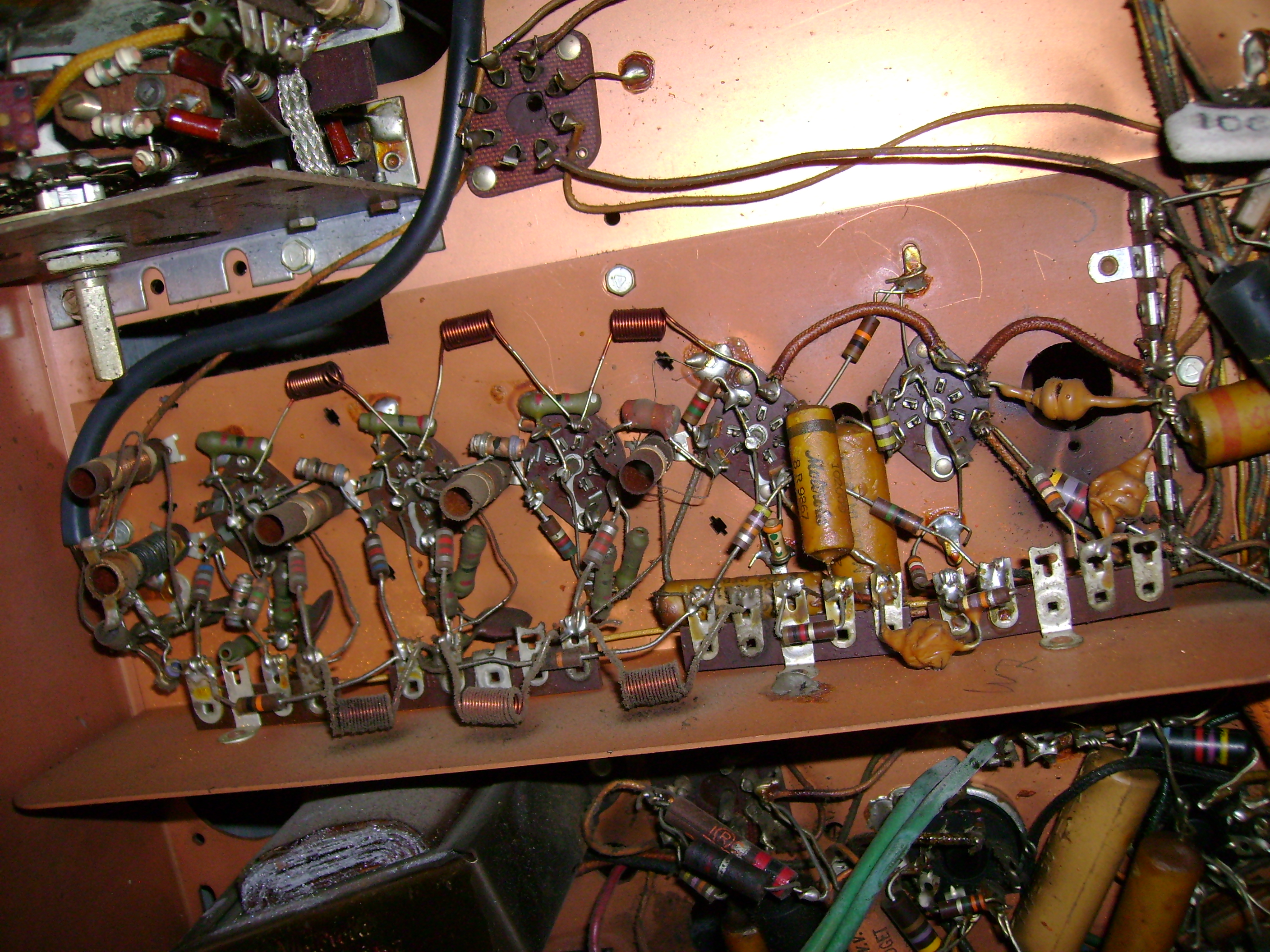
L'etapa IF d'un televisor Motorola 19K1 vers el 1949.

Ena freqüència intermèdia (FI) és aquella freqüència que en els aparells de ràdio que fan servir el principi superheterodí s'obté de la barreja del senyal sintonitzada a antena amb una freqüència variable generada localment en el mateix aparell mitjançant un oscil·lador local (OL) i que guarda amb ella una diferència constant. Aquesta diferència entre les dues freqüències és precisament la freqüència intermèdia.
En els receptors de ràdio convencionals el valor de la freqüència intermèdia és normalment 455 o 470 kHz, en els receptors de modulació d'amplitud (AM) i de 10,7 MHz als de modulació de freqüència (FM), encara que en aparells més sofisticats, els anomenats de doble conversió, s'utilitza un segon valor de FI més petit. En els receptors de televisió del sistema PAL emprat a Alemanya, Espanya i altres països, la FI és de 38,9 MHz
La utilitat de l'ocupació d'una freqüència intermèdia rau en el fet que tots els circuits sintonitzats existents a partir de l'etapa en què s'efectua la barreja, treballen a una freqüència fixa (la de la FI) i, per tant, són més fàcils d'ajustar. D'aquesta manera es millora la selectivitat i es facilita el disseny de les etapes amplificadores. Si no es fes servir la freqüència intermèdia, caldria dissenyar circuits sintonitzadors que tinguessin al mateix temps una gran selectivitat i un gran rang de selecció de freqüències d'actuació, una mica difícil i car d'aconseguir.

## La freqüència intermèdia en el sistema PAL de televisió
En el sistema PAL emprat a Alemanya, Espanya i altres països de modulació i transmissió del senyal de TV, la freqüència intermèdia del receptor és de 38,9 MHz. Aquesta freqüència varia segons la variant del sistema emprat, però el funcionament bàsic del sistema és el mateix, fins i tot per al sistema nord-americà NTSC. D'ara endavant, els valors esmentats per a les freqüències corresponen a les del sistema PAL.
L'oscil·lador local (OL) es fa funcionar a una freqüència igual a la del canal que es vol seleccionar més la FI. Aquest senyal es barreja amb la de radiofreqüència (RF) procedent de l'antena, donant lloc a la sortida a un desplaçament i inversió de l'espectre del senyal: la freqüència de la portadora de luminància passa a 38,9 MHz, i la freqüència de la portadora de so, que a RF és 5,5 MHz més gran que la portadora de luminància, passa a FI a ser 5,5 MHz  menor  que la de luminància. És a dir, en llenguatge planer, el que abans estava "a l'esquerra" ara passa "a la dreta" i viceversa (inversió de l'espectre).